# Hinrich C. Seeba
Hinrich C. Seeba (* 1940 in Hannover) ist ein deutscher Germanist.

## Leben
Er studierte Germanistik, Griechisch und Philosophie an den Universitäten Göttingen, Zürich und Tübingen (1966 Staatsexamen und promovierte zum Dr. phil. 1967). Er begann 1967 in Berkeley zu unterrichten und fungierte zweimal als Lehrstuhlinhaber, von 1977 bis 1981 und erneut von 1989 bis 1991. Er war 1970/71 Guggenheim Fellow und 1992 Gastprofessor an der Freien Universität Berlin, 1994 an der Stanford University und 1999 an der Universidade de São Paulo. Im Jahr 2005 ging er offiziell in den Ruhestand, lehrte aber noch drei weitere Jahre, bis 2008, als Professor der Graduiertenschule. 
Seine Lehr- und Forschungsgebiete sind die deutsche Literatur des 18. bis 20. Jahrhunderts mit den Schwerpunkten Aufklärung, Napoleonische Ära, Vormärz, zeitgenössische Tendenzen der deutschen Literatur, Geistes- und Institutionengeschichte, nationale und kulturelle Identitätsbildung, Literaturtheorie und Interpretation (Hermeneutik), Kulturkritik und Probleme der Geschichtsschreibung.

## Schriften (Auswahl)
- Denkbilder. Detmolder Vorträge zur Kulturgeschichte der Literatur. Bielefeld 2011, ISBN 978-3-89528-867-8.
- Abgründiger Klassiker der Moderne. Gesammelte Aufsätze zu Heinrich von Kleist. Bielefeld 2012, ISBN 978-3-89528-937-8.
- Berliner Adressen. Soziale Topographie und urbaner Realismus bei Theodor Fontane, Paul Lindau, Max Kretzer und Georg Hermann. Berlin 2018, ISBN 3-11-056765-2.
- Geschichte und Dichtung. Die Ästhetisierung historischen Denkens von Winckelmann bis Fontane. Berlin 2020, ISBN 3-11-067625-7.